# Fűrészpor és ragyogás
A Fűrészpor és ragyogás (eredeti cím svédül: Gycklarnas afton) 1953-ban bemutatott, Ingmar Bergman által rendezett svéd filmdráma. Bergman ebben a filmben forgatott elsőnek együtt az operatőr Sven Nykvisttel, akivel később több mint húsz produkcióban dolgozott együtt.

## Történet
Az idősödő cirkuszmestert (Åke Grönberg) meglátogja felesége, hogy lássa közös fiaikat. Eközben féltékeny fiatal szeretője (Harriet Andersson) viszonyt folytat egy színésszel (Hasse Ekman).

## Szereposztás
| Színész            | Karakter         |
| ------------------ | ---------------- |
| Åke Grönberg       | Albert Johansson |
| Harriet Andersson  | Anne             |
| Hasse Ekman        | Frans            |
| Gunnar Björnstrand | Sjuberg úr       |
| Anders Ek          | Frost            |
| Gudrun Brost       | Alma             |
| Annika Tretow      | Agda             |
| Erik Strandmark    | Jens             |
| Curt Löwgren       | Blom             |

## Fordítás
- Ez a szócikk részben vagy egészben  a   Sawdust_and_Tinsel című angol Wikipédia-szócikk fordításán alapul.  Az eredeti cikk szerkesztőit annak laptörténete sorolja fel. Ez a jelzés csupán a megfogalmazás eredetét és a szerzői jogokat jelzi, nem szolgál a cikkben szereplő információk forrásmegjelöléseként.